# Борки (Бурятия)
Борки́ — посёлок в Кабанском районе Бурятии. Входит в сельское поселение «Твороговское».

## География
Расположен в Кударинской степи, в 2 км к юго-западу от села Творогово, в 17,5 км северо-западнее районного центра — села Кабанска. В 13 км к западу от Борков лежит байкальский залив Сор-Черкалово. К востоку, за селом Творогово, располагается дельта Селенги; к северу — небольшие боры и старицы придельтовой зоны.

## Население
| 2002 | 2010 |
| ---- | ---- |
| 275  | ↘184 |

## Экономика
Животноводческий комплекс СПК «Твороговский».